# 후쿠다 이치로
후쿠다 이치로(福田一郎, 1925년 2월 16일 ~ 2003년 9월 4일)는 일본의 음악 평론가이다.

## 약력
- 니혼 대학 졸업 후, 1960년대 말부터 라디오 진행자로서 비틀즈 등의 서양 음악을 소개하는 등, 서양 음악 평론의 개척자로서 활약.
- 젊었을 때부터 한달에 한번 정도 뉴욕을 방문해 현지의 아티스트를 취재하거나 라이브를 관람하였다. 롤링 스톤즈, 마이클 잭슨, 빌리 조엘, 폴 매카트니 등과는 사적으로도 교류를 하는 등 친한 사이였다.
- 70년대에는 니혼테레비「TV 쟈키」에 출연하거나 TBS 라디오 심야방송「Pack in Music」의 DJ를 맡는 등, 젊은 층의 인기를 모았다. 사망할 때까지「Inter FM」과 FM 요코하마에서 진행자를 맡는 등 정력적으로 활동하였다.
- 일본 레코드 대상 심사원도 수년간 맡았다.
- 2003년 3월에는 WOWOW에서 방송한, 미국 뉴욕에서 열린 그래미상의 리포터를 담당.
- 잡지「오리지널 컨피던스」에서는 연재 코너「WORLD HOT BUS」를 맡았다.
- 서양 음악 평론의 카리스마적 존재로서 팬들에게 친숙하며, 52년간에 걸친 활동으로 일본의 음악계에 커다란 공적을 남겼다.
- 또한, 푸에르토리코의 메누드라는 그룹（리키 마틴이 소속했던 것으로도 유명）을 참고하여, 여성 아이돌 그룹 모닝구무스메。에 멤버 체인지를 반복하면서 그룹을 존속시키는 방법을 제안하였다.
- TOKIO와 깊은 교류를 가지며 리더인 죠시마 시게루에게는「전자 키보드가 있는 그룹은 드무니까 열심히 해보게」라며 자주 성원을 보냈다고 한다.
- 생애 마지막으로 본 라이브는 일본에서 히트한 지 얼마 되지 않은 밴드인 에반 에센스의 첫 내일 공연. Inter FM 방송에서는 에반 에센스가 인기를 얻기 전부터 그들을 밀어주었다.
- 톰 페티의「The Last DJ」라는 곡은 자신의 테마곡이라고 발언하였다.
- 2003년 봄에 롤링 스톤즈가 내일 공연을 가질 때, 미국 투어에서는 클럽 공연도 하는데 일본에서는 공연 회장이 도쿄돔이나 일본무도관 등 대형 회장뿐인 것에 대해, 잡지 인터뷰에서「일본의 기획사가 제대로만 한다면 일본에서도 클럽 공연을 할 수 있을 것이다. 미국에서는 되는데 일본에서는 안 되다니, 말도 안 된다」라고 발언. 마지막까지 일본 음악계에 충고를 아끼지 않았다.
- 2003년 9월 4일 별세. 향년 79세. 기일에 방송된 FM 요코하마 방송에서는 유카와 레이코, 야마시타 타츠로, 죠시마 시게루가 추모 코멘트를 남겼다. 그 후 Inter FM 방송은 중지, FM 요코하마 방송은 오오누키 켄쇼가 이어받았다.
- 후쿠다 이치로의 사후에 개최된「작별회」에서는 졸업자를 포함한 모닝구무스메。(단 헬로! 프로젝트도 탈퇴한 후쿠다 아스카, 이시구로 아야, 이치이 사야카는 참석하지 않음) 가 고인의 은덕을 기리며 전원이「LOVEマシーン」을 눈물을 흘리며 열창하였다.

## 저서
- 세계의 록그룹
- 록의 거인들